# BR-070
De BR-070 is een federale snelweg in Brazilië. De snelweg is een radiale weg en verbindt de hoofdstad Brasilia met Cáceres in de deelstaat Mato Grosso in het westen van het land. Na deze plaats loopt de weg nog door tot de grens met Bolivia waar San Matías aan de andere kant van de grens ligt.

## Lengte en staten
De snelweg is 1317,7 kilometer lang en loopt door het Federaal District en twee staten:
- Goiás
- Mato Grosso

## Steden
Langs de route liggen de volgende steden:
- Brasilia
- Águas Lindas de Goiás
- Cocalzinho de Goiás
- Itaguari
- Itaberaí
- Goiás
- Itapirapuã
- Jussara
- Aragarças
- Barra do Garças
- General Carneiro
- Primavera do Leste
- Campo Verde
- Cuiabá
- Cáceres